# ユホ・スニラ
ヨハン（ユホ）・エミル・スニラ（フィンランド語: Johan(Juho) Emil Sunila、1875年8月16日 - 1936年10月2日）は、フィンランドの政治家。農民同盟（現在の中央党）所属。農民経済委員会の専務理事で、首相を2期務めた。

## 生涯
リミンカ出身。1922年に国会（エドゥスクンタ）議員を引退したサンテリ・アルキオの後継として、キュオスティ・カッリオに次ぐ1920年代の農民党ナンバー2となった。農民層が基盤のヴィープリ県知事とラウリ・クリスティアン・レランデル大統領の協力で、地方の広範な向上より農業効率の向上に重点を置いた。
第1次内閣は1927年12月から1928年12月まで、第2次内閣は1931年3月から1932年12月までで、カッリオ内閣とアンティ・トゥレンヘイモ内閣では農務相を務めた。1936年10月2日、首都ヘルシンキにて死去。